# Tondrakianos
Los tondrakianos ( en armenio: Թոնդրակեաններ   ) eran miembros de una secta cristiana herética y antifeudal que floreció en la Armenia medieval entre principios del siglo IX y el siglo XI y se centró en el distrito de Tondrak, al norte del lago Van en Armenia occidental .

## Historia
El fundador del movimiento fue Smbat Zarehavantsi, quien abogó por la abolición de la Iglesia junto con todos sus ritos tradicionales. Los tondrakianos negaron la inmortalidad del alma, el más allá, la iglesia y sus derechos feudales. Apoyaron los derechos de propiedad de los campesinos, así como la igualdad entre hombres y mujeres. Los tondrakianos organizaron sus comunidades de la misma manera que lo hicieron los primeros cristianos bajo el Imperio Romano durante los primeros tres siglos. También participaron en las revueltas campesinas del siglo X, particularmente en Ayrarat y Syunik. El movimiento tondrakiano se parecía al movimiento pauliciano en muchos aspectos, y varios eruditos lo consideran una continuación del movimiento pauliciano en diferentes condiciones, cuando Armenia era independiente. El movimiento pauliciano fue de naturaleza social y simultáneamente un movimiento de resistencia, dirigido contra los árabes y bizantinos, mientras que el movimiento tondrakiano tuvo principalmente un carácter social y fue utilizado como una herramienta para la lucha de clases.

### Antecedentes
A principios del siglo X, en muchas regiones de Armenia se produjeron levantamientos campesinos, que también empezaron en forma de protestas sociales abiertas, adoptando finalmente aspectos religiosos. El historiador y testigo contemporáneo Hovhanes Draskhanakertsi describe cómo los campesinos de Ayrarat lucharon contra sus señores feudales y terratenientes: destruyendo sus castillos y propiedades. Las revueltas campesinas aparecen también en Syunik. Una vez terminada la construcción del monasterio de Tatev en el año 906, la propiedad de los pueblos adyacentes fue transferida por un edicto especial del príncipe a los monjes del monasterio. Negándose rotundamente a obedecer este edicto, los campesinos de Tsuraberd, Tamalek, Aveladasht y otros pueblos llevaron a cabo una prolongada lucha contra los eclesiásticos. En varias ocasiones, esta revuelta se transformó en un levantamiento abierto. Con la ayuda de Smbat, el príncipe de Syunik, el monasterio consiguió al cabo de un tiempo hacerse con el control de Aveladasht y Tamalek. La lucha por tomar el control de Tsuraberd fue más sangrienta. Aquí, los campesinos atacaron el monasterio y lo saquearon. Smbat acabó reprimiendo el levantamiento. Sin embargo, al poco tiempo, los habitantes de Tsuraberd volvieron a rebelarse. Los levantamientos campesinos continuaron con interrupciones a lo largo del siglo X. En el año 990, el rey de Syunik, Vasak, quemó Tsuraberd y pacificó a sus habitantes. Esto condujo a la aceptación generalizada del movimiento tondrakiano entre las clases bajas del pueblo a finales del siglo X.

### Resurgimiento
Tras la supresión de las revueltas campesinas, los tondraquíes sufrieron un pequeño declive. Sin embargo, a principios del siglo XI, el movimiento abarcó muchas regiones de Armenia. Aparecieron pueblos y comunidades tondrakianos en la Alta Armenia, Vaspurakan, Moxoene y otras provincias. Los historiadores mencionan a varios líderes de los tondrakianos de esta época, como Thoros, Ananes, Hakop y Sarkis. La gran aceptación del movimiento empezó a preocupar a los señores feudales seculares y espirituales, a las autoridades bizantinas e incluso a los musulmanes.

### Declive
Los señores feudales seculares y espirituales armenios unieron sus fuerzas con los emires árabes musulmanes vecinos, así como con los bizantinos, en la persecución de los tondraquíes. El movimiento se extendió rápidamente a Shirak, Turuberan y a las regiones armenias de Taron, Hark y Mananali que estaban sometidas a Bizancio, tras adquirir el carácter de lucha de liberación del pueblo contra la expansión bizantina a su ideología general. Tras sufrir varias derrotas a manos de Bizancio, la mayoría de los tondraquíes fueron deportados a Tracia en el siglo X. Tras la conquista bizantina del reino Bagratuni de Ani en 1045, el movimiento experimentó un nuevo resurgimiento, esta vez dentro de grandes ciudades como Ani, donde comenzaron a apelar a los rangos inferiores de la nobleza y el clero. Durante sus últimos años, el movimiento tondrakiano se dividió en tres direcciones diferentes, la más radical de las cuales comenzó a defender el ateísmo, así como la duda sobre la vida después de la muerte y la inmortalidad del alma humana. A mediados del siglo XI, el gobernador bizantino de Taron y Vaspurakan, Gregorio Magistros, consiguió eliminar todos los restos de los tondraquianos. El historiador Aristakes Lastivertsi describe con gran detalle la eliminación de los tondraquíes.

## Creencias
El teólogo y monje armenio del siglo X, Gregorio de Narek, escribió un resumen crítico de las doctrinas tondrakianas en su Carta al abad de Kchaw sobre la refutación de los malditos tondrakianos. Enumera lo siguiente entre otras acusaciones:
1. Niegan nuestra ordenación, que los apóstoles recibieron de Cristo.
2. Niegan la Sagrada Comunión como el verdadero cuerpo y sangre de Cristo.
3. Niegan nuestro Bautismo como mera agua de baño.
4. Consideran que el domingo está al mismo nivel que los demás días.
5. Rechazan la genuflexión.
6. Niegan la veneración de la cruz.
7. Se ordenan unos a otros y así siguen el sacerdocio autoconferido.
8. No aceptan el matrimonio como sacramento.
9. Rechazan el matagh[1] por ser una práctica judía.
10. Son sexualmente promiscuos.